# Luis Copete
Luis Fernando Copete Murillo (Istmina, 12 februari 1989) is een Nicaraguaans voetballer die bij voorkeur als verdediger speelt. In 2015 werd hij door zijn club Walter Ferretti verhuurd aan AS Puma.

## Interlandcarrière
In 2014 maakte Lazo zijn debuut voor het nationale elftal van Nicaragua in een vriendschappelijke wedstrijd tegen Guatemala. In 2015 maakte hij twee doelpunten in de WK-kwalificatiewedstrijd tegen Anguilla.
| Interlands van Luis Copete voor Nicaragua | Interlands van Luis Copete voor Nicaragua | Interlands van Luis Copete voor Nicaragua | Interlands van Luis Copete voor Nicaragua | Interlands van Luis Copete voor Nicaragua | Interlands van Luis Copete voor Nicaragua |
| №                                         | Datum                                     | Wedstrijd                                 | Uitslag                                   | Soort wedstrijd                           | Doelpunten                                |
| Als speler bij Deportivo Walter Ferretti  | Als speler bij Deportivo Walter Ferretti  | Als speler bij Deportivo Walter Ferretti  | Als speler bij Deportivo Walter Ferretti  | Als speler bij Deportivo Walter Ferretti  | Als speler bij Deportivo Walter Ferretti  |
| ----------------------------------------- | ----------------------------------------- | ----------------------------------------- | ----------------------------------------- | ----------------------------------------- | ----------------------------------------- |
| 1.                                        | 14 augustus 2014                          | Guatemala – Nicaragua                     | 3 – 0                                     | Vriendschappelijk                         |                                           |
| 2.                                        | 3 september 2014                          | Costa Rica – Nicaragua                    | 3 – 0                                     | Gold Cup 2011 (kwalificatie)              |                                           |
| 3.                                        | 10 september 2014                         | Panama – Nicaragua                        | 2 – 0                                     | Gold Cup 2011 (kwalificatie)              |                                           |
| 4.                                        | 13 september 2014                         | Honduras – Nicaragua                      | 1 – 0                                     | Gold Cup 2011 (kwalificatie)              |                                           |
| 5.                                        | 18 november 2014                          | Nicaragua – El Salvador                   | 0 – 2                                     | Vriendschappelijk                         |                                           |
| Als speler bij AS Puma                    |                                           |                                           |                                           |                                           |                                           |
| 6.                                        | 23 maart 2015                             | Nicaragua – Anguilla                      | 5 – 0                                     | WK 2018 (kwalificatie)                    | 24', 39'                                  |
| 7.                                        | 29 maart 2015                             | Anguilla – Nicaragua                      | 0 – 3                                     | WK 2018 (kwalificatie)                    |                                           |
| 8.                                        | 7 juni 2015                               | Nicaragua – Suriname                      | 1 – 0                                     | WK 2018 (kwalificatie)                    |                                           |